# کاروانسرای کوچک
کاروانسرای کوچک (به ترکی آذربایجانی: Kiçik karvansaray) در محله شهر قدیمی باکو قرار دارد، که اثر فرهنگی دارای اهمیت ملی می‌باشد. این اثر به عنوان کاروانسرای خان نیز شناخته می‌شود. 

## درباره کاروانسرا
کاروانسرای کوچک در اواخر قرن ۱۵ و اوایل قرن ۱۶ احداث شده‌است. طرح بنا مربعی شکل است. پیرامون ساختمان با ایوان‌ها احاطه شده‌است. اتاق‌های مسکونی در پشت ایوان‌ها قرار دارد. ورودی شمال و جنوب به شکل دروازه است. ورودی اصلی کاروانسرا در قرون وسطی به سمت دریا منتهی می شده‌است. 
نمای آن از سمت جنوب دو طبقه می‌باشد که، مانند استحکامی محکم به نظر می رسد. مغازه‌هایی در نزدیکی خیابان تجارت واقع در سمت جنوب وجود داشته‌است، که مستقیماً با حیاطی که کاروانسرا واقع است، ارتباطی نداشتند. حدس زده می‌شود، که این ساختمان قبل از آنکه شروع به فعالیت به عنوان کاروانسرا کرد، مدرسه مسجد جامع بوده‌است. کاروانسرای کوچه در کنار مسیر تجاری شهر واقع شده و در نظام شهرسازی از اهمیت ویژه‌ای برخوردار می‌باشد. 

## باغ هنر
باغ هنر، یعنی مرکز هنرهای دیداری و تزیینی- کاربردی در کاروانسرای واقع در شهر قدیمی قرار گرفته‌است، که از سوی اداره حفاظت از آثار تاریخی و معماری شهر قدیمی (شهر قدیمی) جهت غنی‌سازی شالوده توریستی این بخش و حمایت همه جانبه از هنر عامیانه به تأسیس رسیده‌است. 
کاروانسرای کوچک یا خان که از جمله آثار دارای اهمیت ملی تلقی می گردد، برای مدت طولانی به دلیل بی توجهی در وضعیتی تخریب شده به سر می برد. ولی این ساحتمان باستانی در قاب «طرح جامع برای حفاظت از ایچری شهر» تحت بازسازی‌های همه جانبه قرار گرفته و شکل قدیمی خود را دوباره یافت. در مرکز ایجاد شده در این کاروانسرا آثار هنرهای کاربردی ساخته شده از سوی اوستاهای محلی به نمایش گذاشته می‌شود. 
در حجره مرکزی نیز، آثار و صنایع دستی های اوستاهای محلی و خارجی به نمایش درمی آیند.